# エル・パルド条約 (1728年)
1728年のエル・パルド条約（エル・パルドじょうやく、英語: Treaty of El Pardo）またはエル・パルド会議（エル・パルドかいぎ、英語: Convention of El Pardo）は、1728年3月6日にマドリードのエル・パルド宮殿で締結された、グレートブリテン王国とスペイン王国の間の条約。

## 条約の内容
条約は1727年に勃発した英西戦争を実質的に終わらせ、後のソワソン会議とセビリア条約の土台を作った。イギリスの目的はスペインとオーストリアの同盟が成立する前に和平することだった。しかし、マドリードにいるイギリス大使ベンジャミン・キーンが同意した条約は本国では譲歩しすぎたとして受け入れられず、ソワソンでの議論が1年近く続いた原因となった。

## その後
翌年のセビリア条約で英西戦争は正式に終わった。
しかし、外交官たちの努力にもかかわらず、和平は10年で破綻してしまい、1739年にはジェンキンスの耳の戦争が勃発した。